# Homo ergaster
Homo ergaster – wymarły gatunek lub podgatunek ssaka naczelnego z rodziny człowiekowatych (Hominidae), który żył w Afryce we wczesnym plejstocenie czyli ok. 1,9–1,6 mln lat temu. To, czy H. ergaster stanowi odrębny gatunek, czy też należy go włączyć do H. erectus, jest ciągłym i nierozwiązanym sporem w ramach paleoantropologii. Zwolennicy synonimizacji zwykle określają H. ergastera jako „Afrykański Homo erectus” lub „Homo erectus ergaster”.

## Charakterystyka
Charakteryzował się wysoką, zaokrągloną czaszką i szkieletem w ogólnych zarysach podobnym do szkieletu Homo sapiens. Miał wzrost ok. 180 cm i smukłą budowę ciała z długimi kończynami, pojemność puszki mózgowej ocenia się na 800–900 cm³. Najprawdopodobniej jadał mięso, a jego zęby policzkowe nie były duże.

## Znaleziska paleontologiczne
Najbardziej znanym znaleziskiem jest szkielet chłopca zwany "Chłopcem znad Jeziora Turkana", odkryty w roku 1984 przez zespół pod kierownictwem Richarda Leakeya. Szczątki te datuje się na co najmniej 1,6 mln lat. Najwięcej odkryć szczątków Homo ergaster dokonano na terenie Kenii.
Prawdopodobnie H. ergaster lub pokrewny mu gatunek był tym, który rozpoczął ekspansję z Afryki.

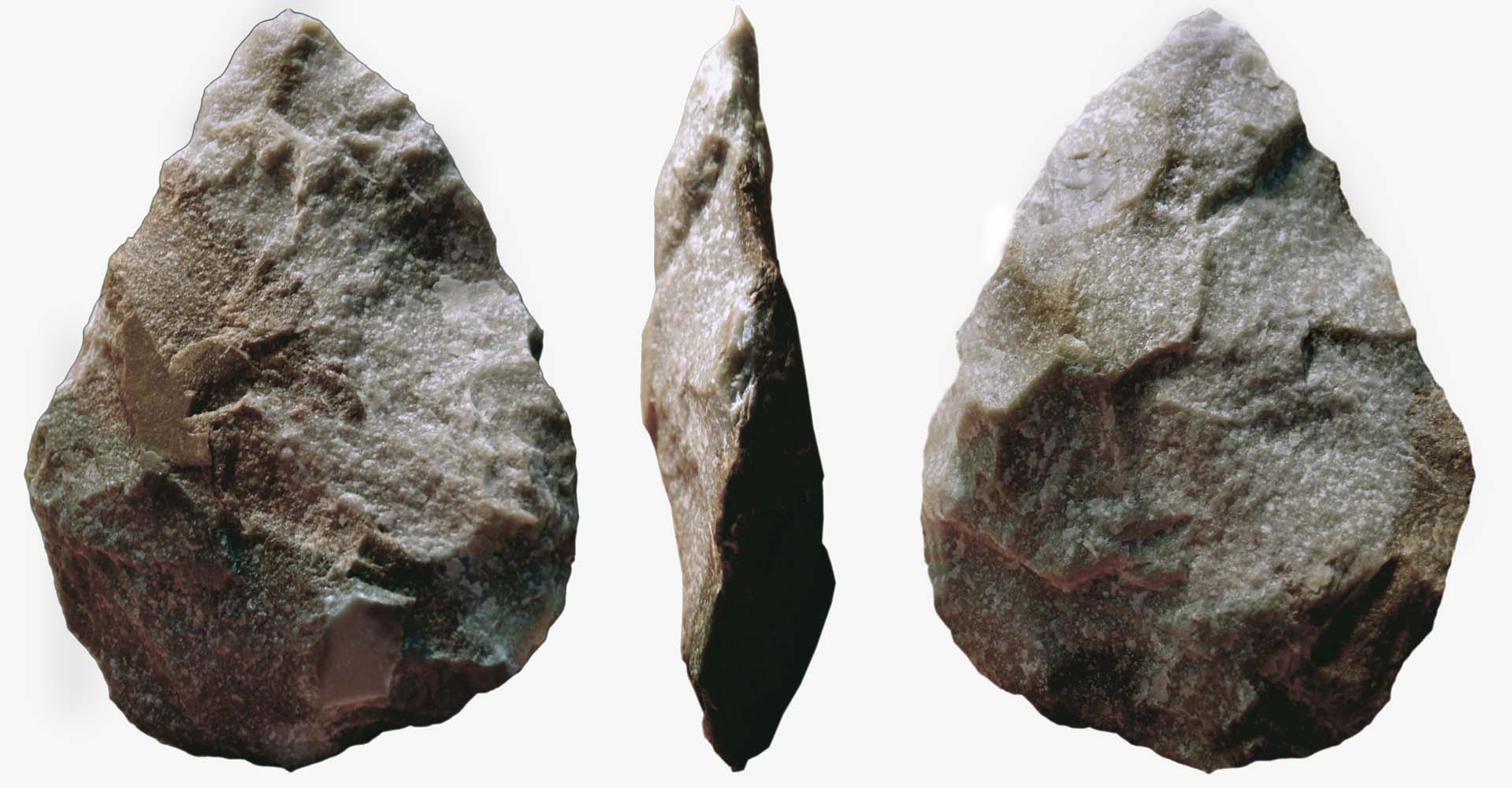
Replika nożopodobnego pięściaka, występującego powszechnie w kulturze aszelskiej.

## Wytwarzane narzędzia
Wczesny H. ergaster odziedziczył kulturę narzędzi kultury olduwajskiej od australopiteków i wcześniejszego Homo, choć szybko nauczył się ciosać ze skał znacznie większe  skalne odłupki. Już 1 mln 650 tys. lat temu H. ergaster zaczął wytwarzać na dużą skalę wiórowate wyroby oraz pięściaki, które charakteryzują kulturę aszelską. Ten nowy przemysł narzędziowy rozwinął się szeroko w Afryce Wschodniej w okresie od 1 mln 600 tys. do 1 mln 400 tys. lat temu.